# جون ديفيد بارو
جون ديفيد بارو (بالإنجليزية: John David Barrow)‏ (29 نوفمبر 1952 - 27 سبتمبر 2020)، هو فيزيائي وكاتب وأستاذ جامعي ورياضياتي من إنجلترا. ولد في لندن. وكان عضواً في الجمعية الملكية.

## التعليم
تعلم في كلية المجدلية، وجامعة درهام

## مناصب وهيئات
أدار كلية غريشام.

## جوائز
حصل على جوائز منها:
- الميدالية الذهبية للجمعية الفلكية الملكية (2016)[14]
- جائزة ديراك لمؤسسة الفيزياء [الإنجليزية]‏ (2015)
- جائزة تمبلتون
- زمالة الجمعية الملكية.